# Ivan Ergić
Ivan Ergić (srbsko Иван Ергић), srbsko-avstralski nogometaš, * 21. januar 1981, Šibenik, Jugoslavija.
Ergić je nekdanji nogometni vezni igralec.